# Ordine dei frati minori conventuali
L'Ordine dei frati minori conventuali (in latino Ordo fratrum minorum conventualium) è un istituto religioso maschile di diritto pontificio: i frati di questo ordine mendicante, detti francescani conventuali, pospongono al loro nome la sigla O.F.M.Conv. Insieme ai frati minori e ai frati minori cappuccini costituisce il cosiddetto Primo ordine francescano o minoritico.
Alla denominazione ufficiale possono localmente sostituirsi quelle tradizionali di Minoriten (Minoriti, nei paesi germanici e in altri del centro Europa), Franciszkanie (Francescani, in Polonia e Boemia), Greyfriars (Frati grigi, in ambito anglosassone) e Cordeliers (Frati della corda, in Francia e nei paesi francofoni).
Il ministro generale dell'Ordine (dal 2019 l'argentino fr. Carlos Alberto Trovarelli) risiede, insieme ai definitori generali, a Roma, nel convento presso la Basilica dei Santi XII Apostoli, dove ha sede la Curia generale.

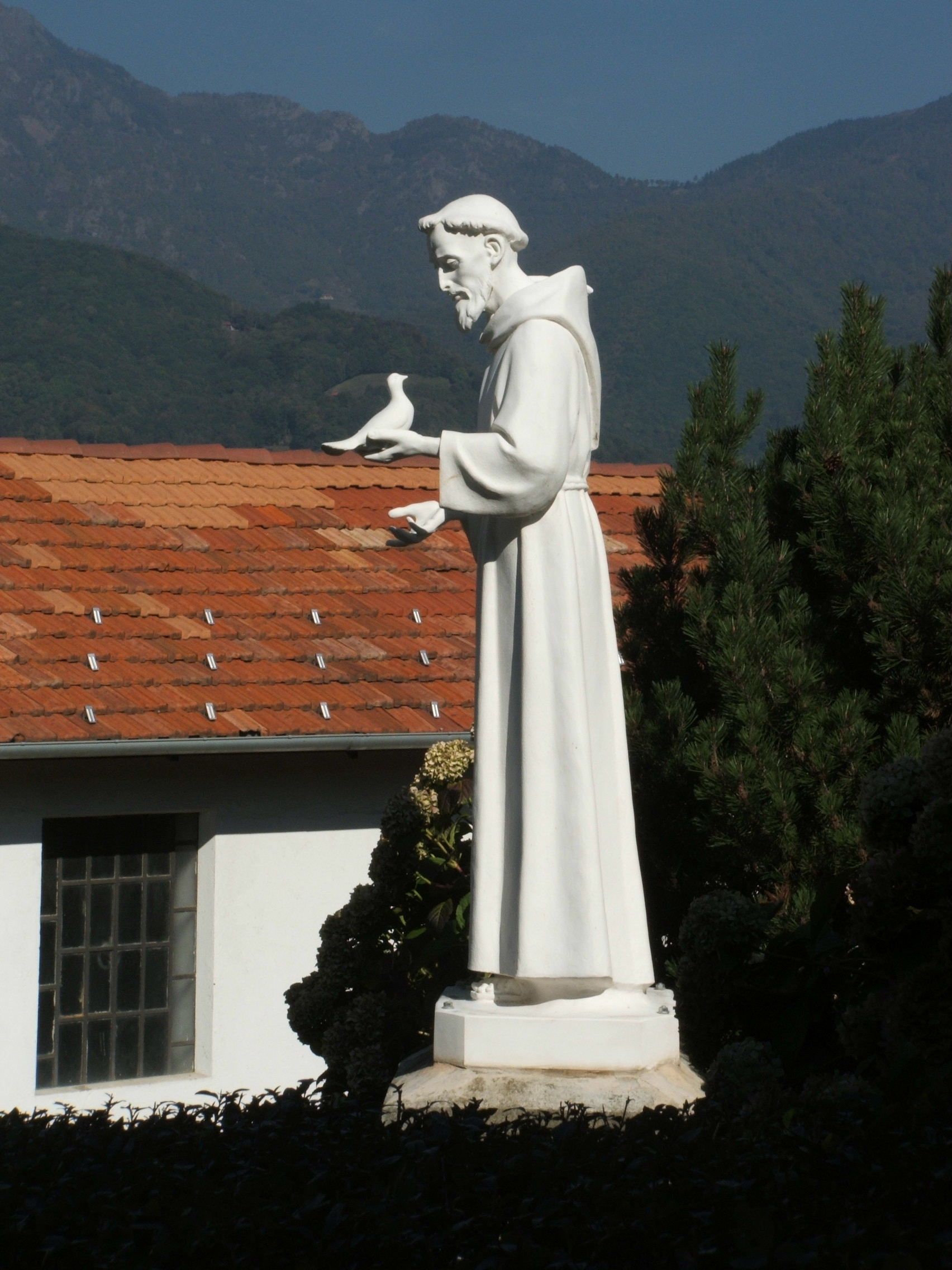
Statua di San Francesco

### Dal 1517 alla soppressione innocenziana (1652)

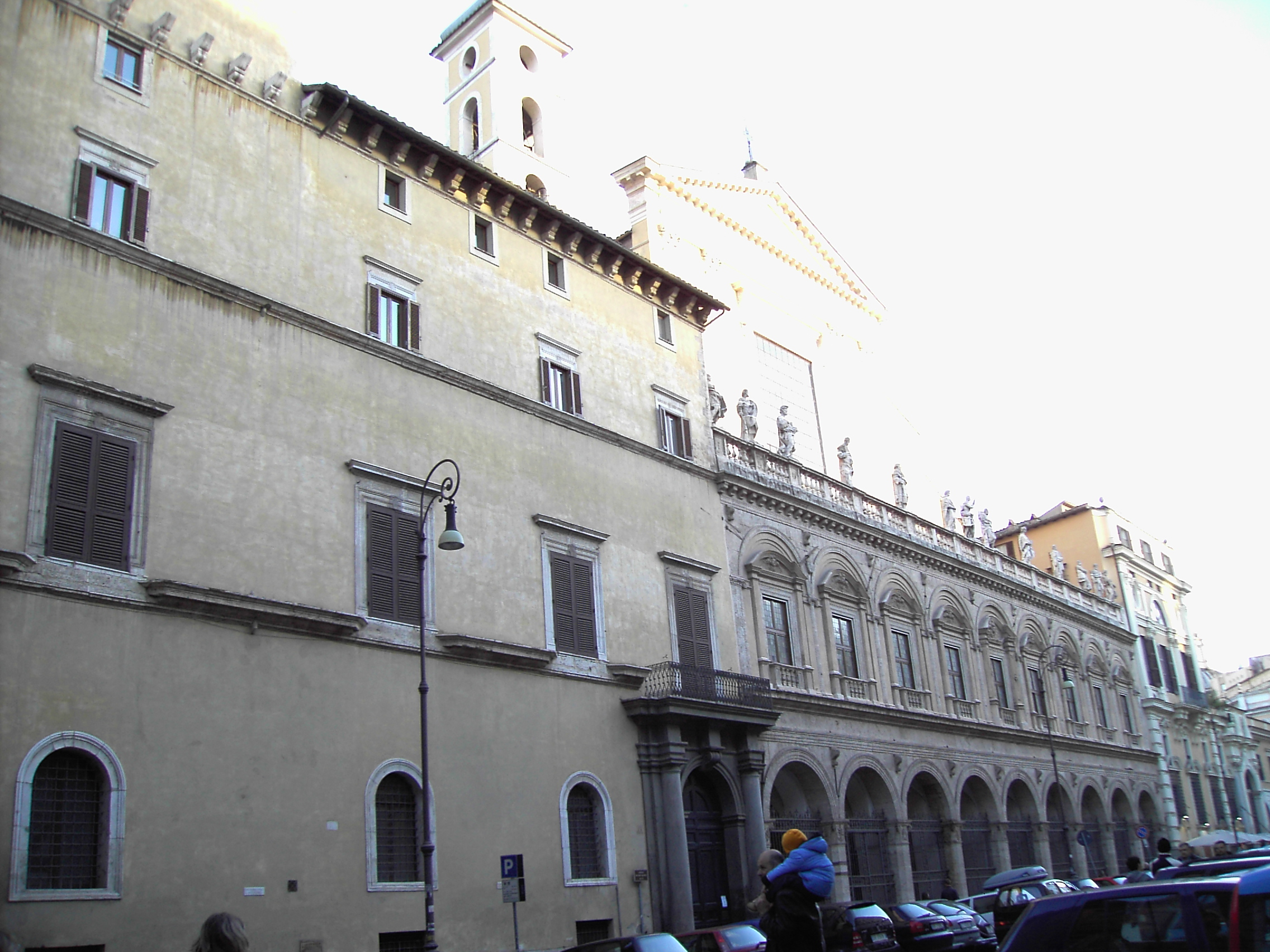
Il convento e la basilica dei Ss. Apostoli in Roma, attuale sede del ministro generale dell'Ordine dei frati minori conventuali

## Origine del nome

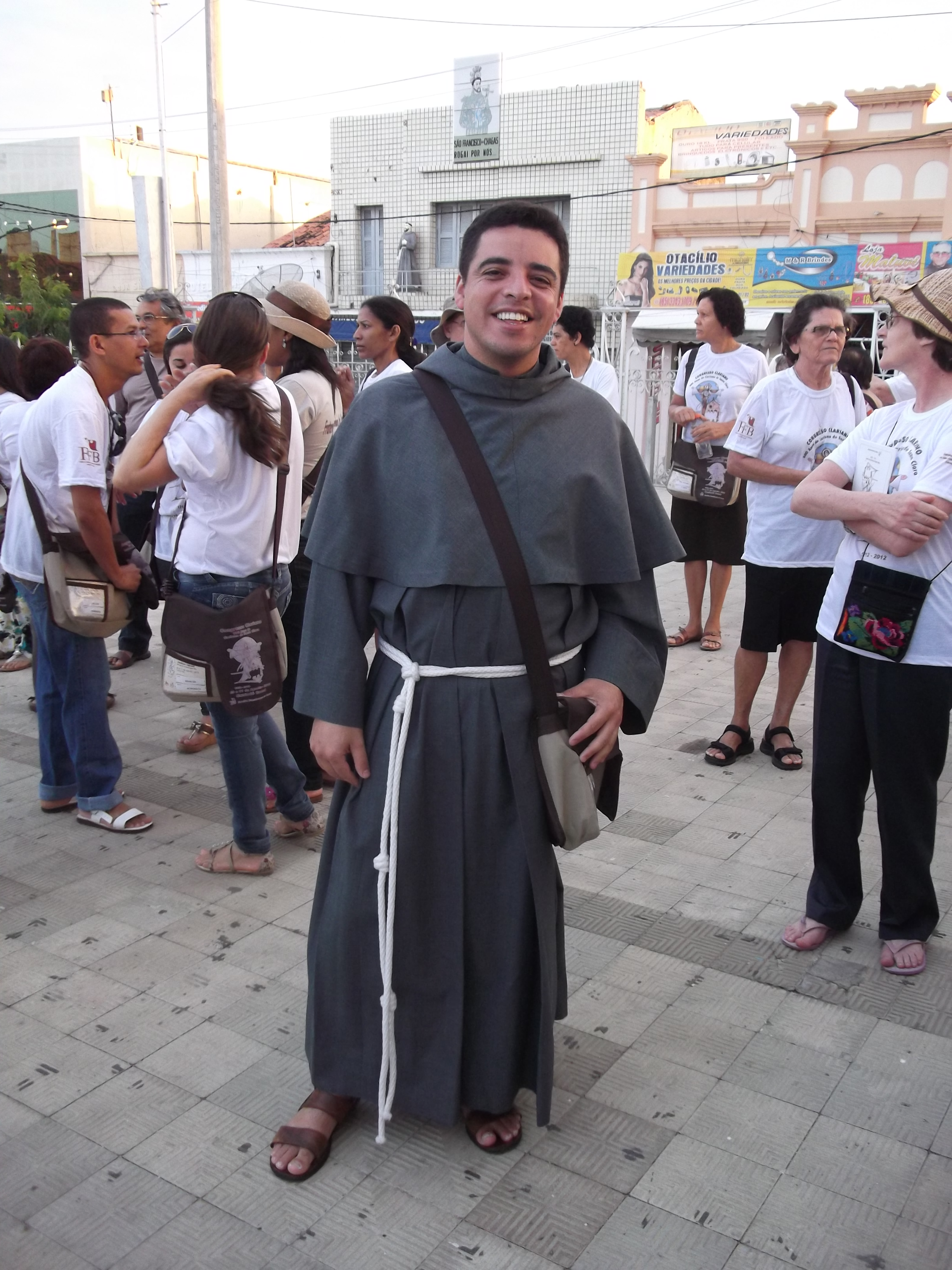
Francescano conventuale

Fu lo stesso san Francesco a volere che i suoi frati fossero e si chiamassero "minori". Scrive il primo biografo: «Mentre si scrivevano nella Regola queste parole "Siano minori", appena l'ebbe udite esclamò: "voglio che questa fraternità sia chiamata Ordine dei frati minori"». Il nome venne ufficializzato nella Regola del 1223 e rimase proprio dell'Ordine fino all'affermarsi delle prime riforme che, per ovvia necessità, si distinguevano aggiungendo alla denominazione una sorta di proprium (osservanti, riformati, scalzi o alcantarini, recolletti).
Fu così inevitabile che anche al gruppo dal quale le riforme si staccavano, si attribuisse con l'andar del tempo una specificazione al nome. Tra i diversi che vennero utilizzati tra i secoli XIV e XV in seguito allo sviluppo della riforma osservante (Communitas Ordinis, fratres de claustro o claustrales, non de Observantia o non Reformati) prevalse un termine comunque già in uso nella seconda metà del secolo XIII: quello di Conventuales. Risale infatti a quel periodo la distinzione anche per i minoriti delle chiese alle quali venivano concessi diritti e privilegi delle chiese collegiate come, ad esempio, la celebrazione dei sacramenti, la predicazione e la sepoltura ecclesiastica.
Tale distinzione riguardò anche le abitazioni (i loca della Regola non bollata o domus in quella del 1223) che le Costituzioni narbonensi del 1260 distinsero in loca conventualia e loca non conventualia, differenziando i conventi di città (con le esigenze apostoliche che li caratterizzavano) dai romitori. Dai luoghi il termine venne contemporaneamente utilizzato per indicare i frati che vi abitavano e vi operavano: nel dicembre 1277 un lascito fu fatto a Perugia fratribus minoribus conventualibus de Campo Orti così come fratri conventuali sono chiamati quelli del sacro convento di Assisi in un testamento del 1317.
Lo stesso Ordine nel 1259 fu detto e considerato conventuale da papa Alessandro IV che nella bolla Nimis iniuste identifica gli Ordines fratres e le liberates Ordinis con i fratres conventuales e le libertates da essi godute come loro prerogative. Una situazione che ha fatto dire a qualcuno che «dans le principe, les Mineurs étaient tous conventuels». La denominazione fratres minores conventuales divenne comunque ufficiale solo a partire dal 1517 per effetto della bolla Ite vos con la quale Leone X stabiliva la definitiva separazione degli osservanti con la costituzione di un ordine autonomo chiamato Fratres Minores sancti Francisci Regularis Observantiae al quale andò, insieme al sigillo dell'Ordine, il primato giuridico.
L'evoluzione del nome corrispose dunque a quella dell'Ordine: da un generico "conventuale", attribuito ad una chiesa o ad un convento, il termine passò ad indicare una particolare modalità di vivere l'ideale francescano, nell'incontro dei frati spesso con una realtà - quella delle grandi città italiane ed europee - «che chiedeva una vita religiosa più rispondente alle esigenze di studio e di apostolato cui la Chiesa li chiamava».

## Storia

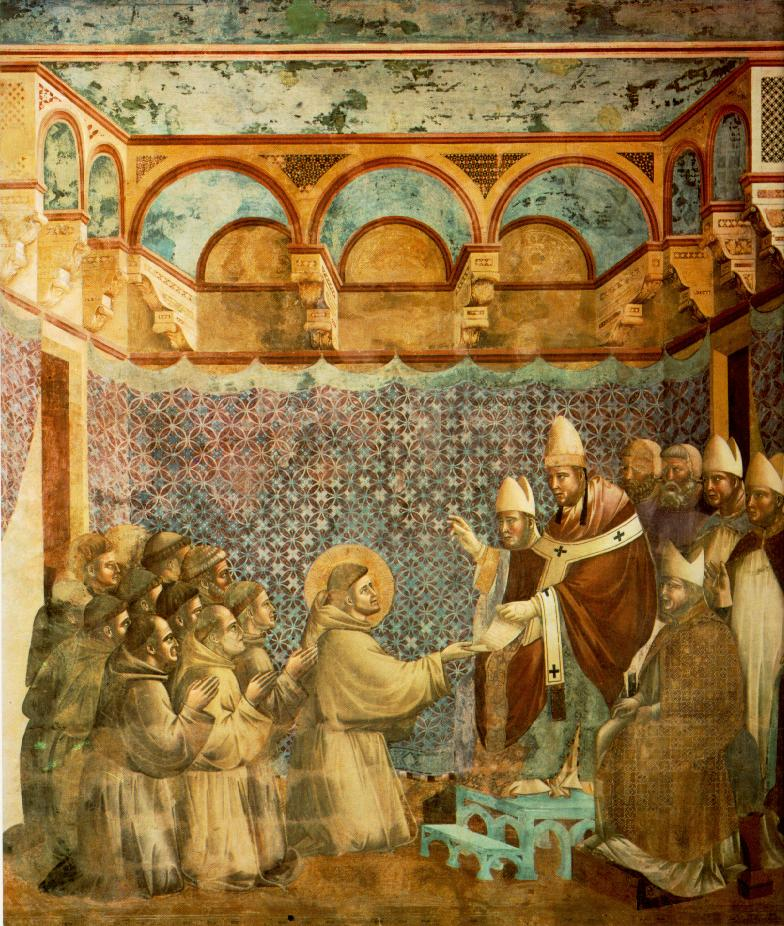
Assisi, basilica superiore di San Francesco, Giotto et alii, La conferma della Regola (post 1296?)

### Dall'intuizione all'istituzione (1209-1223)
È lo stesso Francesco nel testamento del 1226 a raccontare l'inizio di quel movimento che ben presto si strutturerà in un vero e proprio Ordine: «E dopo che il Signore mi dette dei frati, nessuno mi mostrava che cosa dovessi fare, ma lo stesso Altissimo mi rivelò che dovevo vivere secondo la forma del santo Vangelo. Ed io la feci scrivere con poche parole e con semplicità, e il signor Papa me la confermò». Si trattava di «una norma di vita o Regola, composta soprattutto di espressioni del Vangelo» con l'aggiunta di «poche altre direttive indispensabili e urgenti per una santa vita in comune», il cosiddetto propositum vitae che nel 1209 (secondo altri nel 1210), il 16 aprile secondo una tradizione, «ad Innocenzo aperse, e da lui ebbe / primo sigillo a sua religïone»..
Una conferma pubblica, anche se non definitiva, che nel segno della coronas parvulas autorizzava comunque alla predicazione. Anche in forza di questo assenso, la fraternità si espanse notevolmente fino a diventare e ad essere riconosciuta dalla stessa autorità papale come una vera e propria religio (sinonimo di ordo nell'uso del tempo). Di questo fu consapevole lo stesso Francesco che «fin dagli inizi considera la comunità dei frati minori come un nuovo Ordine nella Chiesa: considera se stesso e i suoi come componenti di una comunità religiosa con gli stessi doveri degli altri Ordini» dai quali comunque, quello dei Minori, si distingue nettamente «perché reca in sé dei caratteri assolutamente nuovi e originali». «Sorge nel mondo un nuovo ordine, una nuova straordinaria vita», canta l'antica sequenza per la festa liturgica di san Francesco, attribuita a Tommaso da Celano.
Ma l'entusiasmo che segnò tali inizi e il fascino che tale novità ebbe su tanti, portò inevitabilmente con sé non trascurabili situazioni critiche, segno che il "carisma" aveva bisogno di trovare una sua forma, quella dell'istituzione. In questo senso può essere letta la testimonianza di Jacques de Vitry che agli inizi del 1220 così scriveva: «Questa religione sta aumentando assai di numero nel mondo intero. Il motivo è questo: che essi imitano palesemente la forma di vita della Chiesa primitiva e la vita degli apostoli in tutto. Tuttavia a noi sembra che questa religione contenga in sé un gravissimo pericolo, perché vengono mandati a due a due per tutto il mondo, non solo i perfetti, ma anche i giovani e gli immaturi, che avrebbero dovuto essere tenuti sotto controllo e provati per qualche tempo sotto la disciplina conventuale».
Una situazione che dovette non poco preoccupare lo stesso Francesco. Il primo biografo narra di una visione notturna, una "gallina piccola e nera" che «aveva moltissimi pulcini che, per quanto si aggirassero attorno a lei, non riuscivano a raccogliersi sotto le sue ali». Francesco riconosce in quei pulcini i suoi frati, «cresciuti in numero e grazia», che «non riesce a proteggere. Cosciente dunque del suo limite egli non tarda a far ricorso allo stesso pontefice che gli concede come protettore il cardinale Ugolino, allora vescovo di Ostia, poi papa col nome di Gregorio IX.
L'intervento papale non si fece attendere. Con la bolla Cum secondum consilium del 22 settembre 1220 Onorio III istituì nell'Ordine il noviziato (o anno di prova) proibendo a chiunque di girovagare fuori dall'obbedienza in abito minoritico. Ai superiori si concedeva la facoltà di comminare pene canoniche ai trasgressori. Ritroviamo tali norme nel capitolo II della Regola non bollata, redatta nel 1221, che fa esplicito riferimento all'«ordine del signor Papa» e tratta «dell'anno di prova» e delle vesti, sia dei novizi (i panni) che degli altri frati «che hanno già promesso obbedienza». Una «promessa» come atto giuridico che pone il profitente in una specifica relazione obbedienziale con il superiore e, attraverso di lui, con la comunità e la stessa Chiesa. Si lavorò comunque ancora sul testo dell'intera Regola che, privata di gran parte dei richiami biblici e spirituali, venne resa più agile e rispondente alle esigenze di un testo canonico. È la cosiddetta Regola bollata che papa Onorio III pubblicò con la bolla Solet annuere del 29 novembre 1223.

### La conventualizzazione dell'Ordine e i contrasti con gli Spirituali (1230-1318)
Intanto l'Ordine continuava ad espandersi e con esso crescevano le esigenze della comunità e della stessa missione apostolica che mettevano a dura prova il rigore della Regola definitiva, specie circa l'uso dei beni, su cui era ancor più restrittiva di quella "non bollata".
Venuto meno il Fondatore (morto presso la Porziuncola il 3 ottobre 1226) sulla questione dovette pronunciarsi Gregorio IX che, facendosi forte della «longa familiaritas» avuta col santo, con la bolla Quo elongati stabiliva la non obbligatorietà del Testamento circa il divieto di glossare la Regola che poteva così esser interpretata a favore del semplice uso di fatto dei beni, escludendone comunque la proprietà. Qualche anno dopo sullo stesso argomento intervenne Innocenzo IV che, pur «confermando la povertà assoluta dell'Ordine e rivendicando alla Chiesa la proprietà di quei beni dei quali i donatori non si fossero riservati il dominio, concedeva ai frati di poter ricorrere al denaro non solo per le cose necessarie, ma anche per le utili e confortevoli, specialmente quando le loro difficoltà fossero state ignorate».
Non mancarono le proteste degli zelanti preoccupati di un rilassamento dell'Ordine che comunque, anche grazie a quelle norme, continuava la sua diffusione e l'inevitabile "conventualizzazione": si passava sempre più dai romitori alle città, in mezzo alla gente; si costruivano chiese e conventi che spesso diventavano veri e propri monumenti d'arte; la crescente richiesta di servizi pastorali richiedeva una maggiore clericalizzazione; aumentava l'esigenza di una formazione culturale adeguata alle nuove necessità, formazione che in diversi casi portò alcuni frati sulle cattedre universitarie dell'epoca; numerosi frati erano investiti di uffici ecclesiastici (legati pontifici, vescovi e arcivescovi, papi).
Questa evoluzione fu sostenuta dalle grandi figure che caratterizzarono l'Ordine di quel tempo: frate Elia da Cortona, che lo stesso Francesco volle come suo Vicario (1221-1227) e che fu secondo generale dell'Ordine (1232-1239); Antonio di Padova, che fece parte della Commissione che ottenne da Gregorio IX la prima dichiarazione sulla Regola; Bonaventura da Bagnoregio, che da ministro generale (1257-1274), pur condannando decisamente gli abusi, si fece confermare le attenuazioni e i privilegi precedentemente concessi all'Ordine, «chiedendone di nuovi quando gli sembravano utili o necessari alla vita e apostolato dei frati».
Fu sotto il generalato bonaventuriano, al capitolo di Narbonne del 1260, che furono approvate le Costituzioni, dette appunto "narbonesi", che caratterizzarono la successiva vita dell'Ordine, tanto da essere da più parti ritenuto una sorta di "secondo fondatore".
I secoli XIV e XV furono caratterizzati da una crisi generale che colpì la Chiesa e la società: guerre che funestarono l'intera Europa, la cattività avignonese del papato, il grande scisma d'occidente. Nel contempo lo spirito rinnovatore dell'Umanesimo e del Rinascimento portava con sé un affievolimento degli ideali religiosi.
I tempi consigliarono altre attenuazioni concesse da Clemente V con la bolla Exivi de Paradiso, promulgata a chiusura del concilio di Vienne il 6 maggio 1312, in cui emerge la preoccupazione circa l'unità dell'Ordine. Lo stesso fece Giovanni XXII che, mentre condannava - pur ridimensionandoli - gli abusi denunciati dagli Spirituali, metteva gli stessi in guardia dal rischio di fanatismo con cui avversavano la vita più moderata, ma anche più operosa, della comunità e, con essa, la stessa volontà della Chiesa che l'aveva resa possibile, richiamandoli infine all'obbedienza definita come bonum maximum. Ci fu chi si sottomise e chi invece, rifiutando l'invito del pontefice, abbandonò la comunità per fondare un Ordine proprio. Per tale disobbedienza gli Spirituali - e con loro i fraticelli presso i quali si erano rifugiati e con i quali venivano confusi - furono definitivamente condannati con la bolla Gloriosam Ecclesiam del 23 gennaio 1318.

### La questione della povertà e la nascita del movimento dell'Osservanza (1322-1368)
Sorse in quel periodo la disputa sulla povertà assoluta di Cristo e degli apostoli, questione che all'Ordine sembrò intaccare il suo stesso fondamento. Il ministro generale fra Michele da Cesena, che con l'appoggio di Giovanni XXII aveva fortemente avversato la corrente degli spirituali, entrò questa volta in aperto contrasto con il pontefice fino ad essere dallo stesso deposto e scomunicato (1329) con l'accusa di eresia per aver sostenuto - contro la definizione papale - che Cristo e gli apostoli nulla possedettero né in privato né in comune.
Qualche anno prima comunque Giovanni XXII era drasticamente intervenuto per ridimensionare la pretesa perfezione dell'Ordine accusato di gloriarsi di una povertà "assoluta" in verità solo "simulata". Con la bolla Ad conditorem canonum dell'8 dicembre 1322 veniva abolita la prassi, in vigore fin dal tempo di Niccolò III, che permetteva ai frati l'uso, mediante procuratori, di beni la cui proprietà era attribuita alla Sede Apostolica, salvaguardando così il precetto della Regola di non appropriarsi di nulla. Da questo momento l'Ordine si ritrovava, almeno de iure, proprietario e diretto amministratore dei beni, così come già accadeva per altri ordini mendicanti come ad esempio quello Domenicano.
La questione - come testimonia la vicenda di Michele da Cesena - fu mal digerita dall'Ordine che comunque finì per adattarsi al nuovo status adeguando prassi e legislazione. Gli Amministratori e i cosiddetti Sindaci apostolici soppressi da Giovanni XXII furono comunque ripristinati da Bonifacio VIII nel 1295 e Martino V nel 1430 riconduceva la proprietà dei beni in uso ai frati minori alla Santa Sede, codificando e giustificando le consuetudini che nel frattempo erano sopravvenute e alle quali sarebbe stato anacronistico rinunciare perché alla base della continua evoluzione dell'Ordine che alla fine del Trecento contava 34 Province, oltre 1500 Conventi, circa 35000 religiosi.
Ma c'era chi nella comunità non voleva e poteva adattarsi.
I tentativi di ritorno all'antico ideale ebbero come riferimento il romitorio di Brogliano sull'appennino umbro-marchigiano. Il 1334 vide l'iniziativa di fra Giovanni della Valle (o delle Valli) che, con l'approvazione papale ottenne per i suoi seguaci la concessione di alcuni eremi (tra cui quello delle carceri presso Assisi) e l'esenzione dalla giurisdizione del Provinciale dell'Umbria. Ma la sua esperienza fu interrotta dalla stessa autorità papale che temeva una divisione dell'Ordine. Più fortuna ebbe nel 1368 fra Paoluccio Trinci che dal ministro generale Tommaso da Frignano ebbe il permesso di ritentare nello stesso luogo un'esperienza di rigorosa osservanza della Regola (per l'uso di calzature di legno che indossavano a causa dell'asperità del luogo, i frati vennero chiamati "zoccolanti").

### La difficile convivenza all'interno dell'Ordine (1368-1517)
La riforma di Paoluccio Trinci - anche grazie alla protezione politica dei suoi famigliari, signori di Foligno - conobbe una rapida diffusione. Nel 1380 lo stesso Paoluccio fu nominato, dal Ministro provinciale dell'Umbria, commissario per le comunità da lui riformate (1380), mentre nel febbraio 1384 gli fu concesso di accettare novizi. Va considerato che «gli Osservanti del periodo trinciano si circoscrivevano ad occupare luoghi poveri e a estendere la loro presenza in aree isolate e lontane dai centri cittadini, senza così causare tensioni ed evitando al massimo ogni contestazione verbale con i frati del resto della Comunità dell'Ordine [...]. Gli Osservanti di questo periodo sono semplicemente considerati come membri dell'Ordine, frati poveri e devoti che erano autorizzati a vivere negli eremi».
La fase di maggior sviluppo per l'Osservanza si ebbe con l'adesione al movimento di grandi personalità come quelle di Bernardino da Siena, Giovanni da Capestrano e Giacomo della Marca e grazie al sostegno di Alberto da Sarteano: il movimento si apriva con loro allo studio e alla predicazione abbandonando lentamente, ma gradualmente, la componente eremico-contemplativa.. Su questa linea si stava comunque muovendo la riforma osservante in Francia che diede fin dall'inizio «la preferenza al culto per lo studio e per l'apostolato» con l'insediamento in conventi cittadini. La sua evoluzione fu notevole e ottenne da Benedetto XIII l'autonomia rispetto al governo locale dell'Ordine, una concessione però revocata - in nome dei rischi per l'unità dell'Ordine - dal nuovo pontefice Alessandro V, eletto dal concilio di Pisa del 1409, con la bolla Ordinem Fratrum Minorum. Il confronto continuò e approdò al concilio di Costanza a cui gli osservanti si appellarono. Con il decreto Supplicationibus personarum del 23 settembre 1415, il concilio -  sede vacante - accordò agli osservanti francesi la possibilità di eleggersi un vicario per ogni Provincia (Francia, Turenna e Borgogna) e, sopra tutti, un vicario generale con gli stessi poteri del ministro generale dell'Ordine.
Ma il decreto conciliare preoccupò molto il resto dell'Ordine che temeva l'estendersi di quelle concessioni alle altre analoghe esperienze sia in Italia che in Spagna. Un tentativo di stroncare tali concessioni fu compiuto al capitolo generale di Mantova del 1418 e si attribuì a papa Martino V una mai avvenuta revoca delle decisioni conciliari sugli Osservanti. Lo stesso pontefice decise quindi di confermare ufficialmente il decreto di Costanza con la bolla Romanum Pontificem del 7 maggio 1420.
Ma le tensioni non si placavano. Lo stesso Martino V fece inutilmente pressione sul capitolo generale convocato a Forlì nel 1421, affinché fosse eletto un ministro generale "osservante". Un ulteriore intervento di Martino V si ebbe in occasione del capitolo di Assisi del 1430 (il primo detto "generalissimo" perché vi parteciparono tutte le realtà riformate dell'Ordine) in cui promosse nuove Costituzioni ("di Assisi", ma dette martiniane) che proibivano l'uso del denaro e stabilivano la rinuncia ai beni immobili che dovevano perciò essere alienati. Pochi mesi dopo però, Guglielmo da Casale, nuovo Ministro generale, ottenne l'autorizzazione a derogare alle nuove norme sulla povertà che vennero però ripristinate l'anno dopo da papa Eugenio IV, per essere però dallo stesso pontefice definitivamente revocate l'anno successivo.
Papa Condulmer non desistette comunque dal suo desiderio di riformare l'Ordine minoritico in prospettiva osservante, intervenendo direttamente o indirettamente in diverse situazioni, come ad esempio nella nomina di Bernardino da Siena a vicario e commissario del Ministro generale per gli Osservanti italiani, fino alla bolla Ut sacra con la quale nel 1446 completava il processo di autonomia degli Osservanti, sottraendoli dalla giurisdizione dei Provinciali e limitando quello del Ministro generale alla vita e correzione, senza comunque la facoltà di intromettersi nel governo della Famiglia osservante che spettava unicamente al Vicario generale. La bolla definiva anche l'eventuale passaggio dei frati dalla comunità all'osservanza, vietando però il percorso inverso.
L'atto finale della politica filo osservante di Eugenio IV fu la decisione di sottomettere tutti i gruppi riformati, fino ad allora soggetti ai Ministri (sub ministris), all'obbedienza dei Vicari dell'Osservanza dei rispettivi territori, sotto pena di scomunica.
Eugenio IV morì a Firenze il 23 febbraio 1447 e l'Osservanza perse il suo principale protettore. Ne approfittò la Comunità, con l'intento di far annullare le concessioni delle cosiddette "bolle eugeniane" (in particolare la Ut sacra) e riportare così gli Osseranti sotto l'autorità dei Ministri. Vani furono i tentativi pacificatori di Niccolò V così come quelli del suo successore Callisto III che convocò ad Assisi le due fazioni in un Capitolo presieduto da un suo delegato. Le posizioni irriducibili dei due gruppi furono presentate al Papa che incaricò Giacomo della Marca di mediare una soluzione che gli procò le critiche di entrambi. Se da un lato infatti riconosceva l'obbligo di obbedienza dei frati Osservanti verso il ministro generale, dall'altro confermava l'autonomia da loro ormai acquisita. Prevedibile furono le critiche di parte Conventuale che però il papa ignorò recependo di fatto le conclusioni del suo incaricato nella Illius cujus in pace (o Bulla concordiae) del 2 febbraio 1456. Nel documento veniva riconosciuta un'effettiva autorità del ministro generale sul vicario generale "osservante", ma «il governo ordinario degli Osservanti restava sostanzialmente autonomo e in questo senso veniva garantita e la riforma e anche lo sviluppo della medesima. Inoltre gli osservanti potevano influire con il loro diritto di voce attiva nella elezione del ministro generale, mentre i conventuali non potevano esercitare alcun influsso sulla elezione dei tre candidati al vicariato generale e su quella dei vicari provinciali».
Ma alla fine la bolla della concordia rimase lettera morta e non trovò applicazione né nell'una né nell'altra parte. Alla pacificazione si dedicò anche Pio II con la lettera Pro nostra dell'11 ottobre 1458 con la quale revocava le disposizioni del predecessore restaurando - in attesa di una soluzione diversa - la Ut sacra di Eugenio IV. Almeno nell'apparenza tranquillo il periodo del pontificato di Paolo II che dovette però intervenire per regolare i passaggi da uno schieramento all'altro e, soprattutto, all'occupazione abusiva dei conventi.
Ma le cose precipitarono di nuovo con l'avvento di papa Sisto IV e la sua iniziativa di incaricare una commissione per valutare l'opportunità di revocare la bolla eugeniana.
Al parere positivo della commissione si opposero evidentemente gli osservanti che fecero intervenire i principi e regnanti dei paesi in cui la riforma era presente dimostrando di godere il pieno sostegno del potere secolare. Si assiste così ad un capovolgimento delle parti: «se prima infatti era l'Osservanza a subire le pressioni della Comunità dell'Ordine, d'ora in poi saranno gli osservanti, consapevoli del loro prestigio morale presso i principi secolari, a far pesare su tutti i minori - con la scusa della riforma - la loro tendenza a subentrare. Emblematico in questo senso appare il fenomeno assai triste (che viene a caratterizzare gli anni successivi al 1472) dell'occupazione violenta dei conventi della Comunità da parte degli Osservanti coadiuvati dai laici»..
Dopo la morte di Eugenio IV si susseguirono i tentativi per dare a quello che tuttavia rimaneva un unico Ordine, una legislazione adeguata a conciliare le due anime. L'ultimo fu condotto da papa Giulio II, che era stato cardinale protettore ed era sostenitore degli osservanti, che nel 1506 convocò un capitolo generale e propose delle nuove costituzioni (gli Statuta Iuliana), respinte però dagli osservanti.

### Il Capitolo "generalissimo" di Roma e la bollaIte vosdel 29 maggio 1517
All'inizio del XVI secolo, papa Leone X, constatata l'impossibilità di far convivere sotto una stessa regola e un medesimo governo conventuali e osservanti, con la bolla Ite vos del 29 maggio 1517, riconosceva a questi ultimi piena autonomia e indipendenza. «Accordava loro anche il privilegio di rappresentanza ufficiale dell'Ordine minoritico, e per questo primato giuridico li denominava semplicemente "F. M.", senza però trascurare il titolo più distintivo di "F. M. della Regolare Osservanza" che di fatto prevalse fino al 1897. Elevava nello stesso tempo alla dignità di ministri i loro vicari generali e provinciali, e riservava ad essi soli il regime ministeriale previsto da san Francesco nella sua Regola con il ministro generale e i ministri provinciali. Assoggettava infine alla loro giurisdizione, "per omnia", eventuali nuove riforme che sorgessero nell'Ordine» fuse tutti i gruppi riformati nell'Ordine dei frati minori della regolare osservanza: gli altri andarono a costituire l'Ordine dei frati minori conventuali, sotto la guida di un ministro generale.

### Il secolo XX: la rinascita
Oggi i frati minori conventuali vestono un abito nero - nei paesi in cui hanno subito le soppressioni - con cappuccio e mozzetta-scapolare; mentre nelle terre di missione stanno cominciando a recuperare l'antico colore dell'abito francescano: grigio cinerino. Continuano a custodire, tra l'altro, la basilica di San Francesco e il sacro convento in Assisi e la basilica di Sant'Antonio di Padova; il loro principale centro di studi è la Pontificia facoltà teologica San Bonaventura, a Roma. Tra i centri di formazione e di cultura ci sono anche, tra gli altri, l'Istituto teologico Sant'Antonio Dottore di Padova e lo Studio Generale di Rensslear, negli Stati Uniti. Di particolare valore per la storia dell'Ordine francescano sono la Biblioteca del Sacro Convento di Assisi e la Pontificia Biblioteca Antoniana della basilica del santo di Padova, ove sono conservati numerosi codici e manoscritti delle prime generazioni francescane.

## Santi, beati e testimoni insigni dell'Ordine

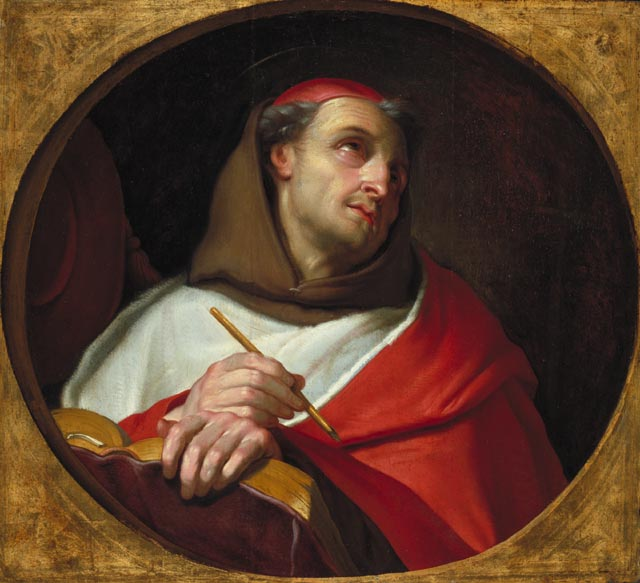
San Bonaventura

La famiglia dei frati minori conventuali si considera in continuità storica e spirituale l'originario Ordo Minorum fondato da san Francesco: si ispira, quindi e si sente particolarmente legata a tutte le figure di santità che l'Ordine, ancora indiviso, ha potuto esprimere. Tra essi evidentemente spicca il fondatore, il santo di Assisi. Accanto a lui non si possono dimenticare quanti hanno avviato e dato slancio al Secondo e al Terzo Ordine: santa Chiara per le clarisse, i santi Elisabetta d'Ungheria e Luigi IX di Francia per i laici di quello che oggi è chiamato Ordine francescano secolare (O.F.S.).
Tra i santi più significativi delle origini del francescanesimo e particolarmente legati alla tradizione conventuale non si può non menzionare: sant'Antonio di Padova, i protomartiri dell'Ordine Berardo e compagni, san Bonaventura da Bagnoregio, i beati Egidio d'Assisi, Tommaso da Celano, Luca Belludi da Padova, Giovanni Buralli da Parma, Benvenuto Mareni da Recanati, Giovanni Duns Scoto, Andrea Conti da Anagni, Odorico da Pordenone, Ranieri da Sansepolcro, Enrico Alfieri da Asti, Giacomo Strepa, Francesco di Pinerolo.
A seguito della divisione del 1517, non sono mancati santi, riconosciuti e venerati dalla Chiesa, come testimoni silenziosi e anonimi. La Chiesa ha canonizzato nel XVIII secolo san Giuseppe da Copertino. In tempi più recenti papa Giovanni Paolo II ha elevato agli onori degli altari san Massimiliano Kolbe e san Francesco Antonio Fasani. Tra i beati ricordiamo: il martire Francesco Zirano, Bonaventura da Potenza, Raffaele Chyliński, Antonio Lucci, i martiri della Rivoluzione francese Jean-François Burté, Jean-Baptiste Triquerie, Nicola Savouret e Louis A. J. Adam, sette martiri polacchi, cinque martiri della Rivoluzione spagnola, e Michał Tomaszek e Zbigniew Strzałkowski, proto-martiri del Perù con don Alessandro Dordi.

## I pontefici appartenenti all'Ordine
L'Ordine dei frati minori conventuali annovera anche due pontefici: fra Felice Peretti da Montalto, assurto al soglio papale nel 1585 con il nome di Sisto V, e fra Lorenzo Ganganelli, divenuto papa nel 1769 con il nome di Clemente XIV. A questi si dovrebbero poi aggiungere fra Girolamo Masci (Niccolò IV, 1227-1292), fra Francesco della Rovere (Sisto IV, 1414-1484), fra Giuliano della Rovere (Giulio II, 1503-1513) e fra Pietro Filargo da Candia (Alessandro V, 1339-1410), pontefici francescani prima della divisione del 1517, benché il quarto sia stato eletto nel concilio di Pisa del 1409, quindi non legittimo.

## Artisti, letterati e scienziati

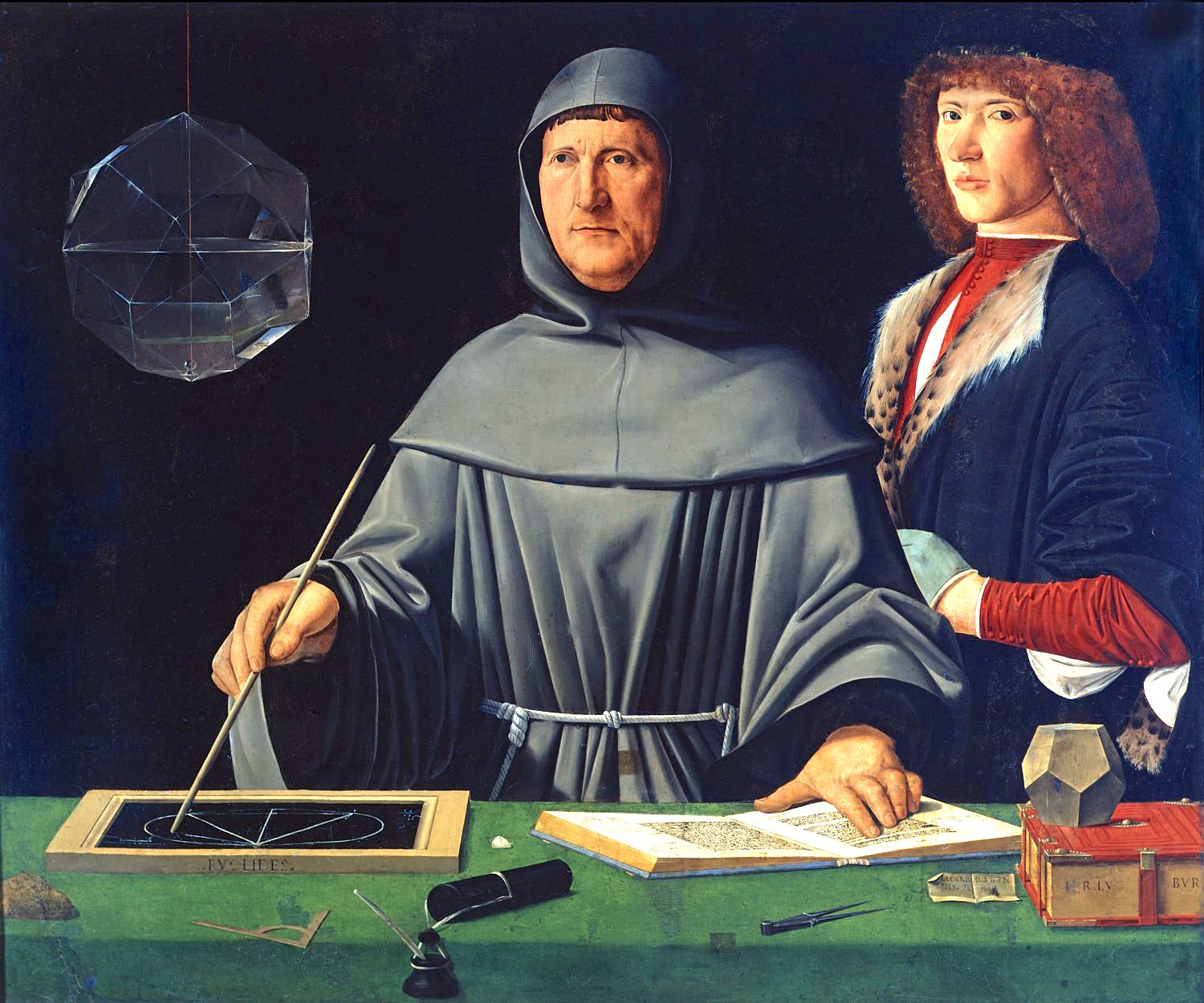
Ritratto di Luca Pacioli (1495), attribuito a Jacopo de' Barbari, Museo di Capodimonte

Lungo i secoli, alcuni frati si sono distinti nell'arte, nella letteratura e nella scienza:
- Giovanni da Pian del Carpine (Pian del Carpine, 1180 - Antivari, † 1º agosto 1252), di origini perugine, vescovo, autore del più antico trattato storico-geografico sul paese e le genti tartare, la Historia Mongalorum.
- Bonaventura da Iseo (ca. † 1280), amico di Alberto Magno e Tommaso d'Aquino, teologo assai dotto, diplomatico, fu uno dei più attivi alchimisti della sua epoca.
- Ruggero Bacone (Oxford, † 1294), filosofo, scienziato, teologo e alchimista inglese. Secondo alcuni, è stato l'ispiratore (se non l'inventore) degli occhiali.
- Giovanni Duns Scoto (Duns, 1265 - Colonia, 8 novembre 1308), noto anche come Doctor Subtilis, filosofo, teologo scolastico.
- Guglielmo di Ockham o Occam (Ockham, 1288 - Monaco di Baviera, 1349), teologo e filosofo inglese.
- Francesco di Meyronnes († 1327), pupillo di Duns Scoto, uno dei migliori docenti alla Sorbona di Parigi.
- Landolfo Caracciolo (Amalfi, † 1341), allievo di Duns Scoto, istituì la prima cattedra scotista nel Mezzogiorno; in seguito, Ministro provinciale e vescovo.
- Paolino da Venezia († 29 novembre 1344), uno dei migliori e più pregiati storici del secolo XIV, fonte assai sfruttata dai cronisti successivi.
- Giovanni da Casale Monferrato (ca. 1375), fisico, scrisse il Tractatus philosophicus de motu (Firenze, Biblioteca Riccardina).
- Giovanni Bertoldi († 1445), di Serravalle (san Marino), teologo, ministro provinciale, vescovo, esperto conoscitore della Divina Commedia di Dante. Partecipò al concilio di Costanza (1414-1418) e approfittando di una lunga sosta, su invito di alcuni vescovi, tradusse la Commedia in latino e fornì un commento (1416).
- Maurice O'Fihely (c. 1460 - 25 marzo 1513), soprannominato Flos mundi, teologo, esponente dell'aristotelismo padovano e arcivescovo di Tuam.
- Giovanni Giocondo di Verona (Roma, † 1º luglio 1515), celebre architetto del ponte di Notre-Dame a Parigi e di innumerevoli altre opere civili e militari, lodato dal Vasari per la sua tecnica.
- Luca Bartolomeo de Pacioli (Borgo San Sepolcro, c. 1445 - 1514 o 1517), matematico, autore della Summa di Arithmetica, Geometria, Proportioni e Proportionalità e della Divina Proportione.
- Antonio Trombetta († 6 marzo 1517), filosofo e teologo presso l'Università degli Studi di Padova, esponente dell'aristotelismo padovano e arcivescovo.
- Urbano Bolzanio di Belluno († 18 aprile 1524), maestro del pontefice Leone X e di tutti i celebri grecisti del suo tempo, la cui grammatica greca ebbe innumerevoli edizioni.
- Costanzo Porta (1529 - 26 maggio 1601), compositore italiano del Rinascimento.
- Giulio Belli (Longiano, 1560 circa - Imola?, 1621 circa), compositore italiano.
- Ilario Altobelli (Treia, 1560 - Treia, 31 ottobre 1637), astronomo italiano.
- Giuseppe La Napola da Trapani junior (Trapani, 1586 - 30 novembre 1649), filosofo e teologo italiano.
- Giovanni Battista Fasolo O.F.M.Conv. (Asti, ca. 1600 – Palermo, dopo il 1664) è stato un francescano, compositore e organista italiano.
- Antonio Urio Francesco Antonio Urio (Milano, c.1631 - c.1719), compositore e maestro di cappella italiano la cui musica fu riferimento per G. F. Haendel.
- Bonaventura Cento († 1662), originario di Messina, rinomato architetto nell'isola, costruì la chiesa di San Francesco a Trapani e il ponte di San Francesco a Caltagirone.
- Matija Ferkic [Matteo Ferchio] (Veglia, 1583 - Padova, 8 settembre 1669), letterato, filosofo e teologo croato.
- Agostino Mandirola (secolo XVII), da Castelfidardo (Ancona), specialista in botanica e in frutticoltura (celebri le sue indicazioni sugli agrumi), autore del rinomato Manuale de' Giardinieri... (1652).
- Giovanni Battista Chiodini (m. XVII secolo), da Monte Milone (Macerata), scrittore italiano.
- Bartolomeo Mastri (Meldola, 7 dicembre 1602 - 11 gennaio 1673), filosofo e teologo italiano.
- Vincenzo Maria Coronelli (Venezia, 16 agosto 1650 - 9 dicembre 1718), cartografo ed enciclopedista italiano.
- Francesco Antonio Callegari (1656-1743), di origini venete, maestro di cappella e compositore.
- Francesco Antonio Fasani (Lucera, 6 agosto 1681 - 29 novembre 1742), maestro di filosofia e teologia, scrittore di tre Mariali e altre operette predicabili, compositore di una novena e un inno alla Vergine Immacolata.
- Cornelio Ghirardelli (Bologna, XVI secolo - 1637), astrologo e astronomo
- Bohuslav Matěj Černohorský (Nymburk, 16 febbraio 1684 - Graz, 1º luglio 1742), compositore e organista di origine ceca.
- Giovanni Giacinto Sbaraglia (1687-1764), nativo della provincia di Forlì, iniziatore della prestigiosa opera Bullarium Franciscanum.
- Francesco Maria Zuccari (Dosolo, 1694 - 1788), compositore e maestro di cappella italiano.
- Francesco Antonio Vallotti (Vercelli, 11 giugno 1697 - Padova, 10 gennaio 1780), organista, compositore e teorico della musica italiano.
- Giovanni Battista Martini (Bologna, 25 aprile 1706 - 3 agosto 1784), compositore e musicologo italiano.
- Giuseppe Paolucci (Siena, 25 maggio 1726 - 24 aprile 1776), compositore, maestro di cappella e teorico della musica italiano.
- Luigi Antonio Sabbatini (1732-1809), originario di Albano Laziale, maestro di cappella e compositore.
- Laurent Receveur (1757-1788), francese di Noël-Cerneux, scienziato e circumnavigatore.
- Pio Titius (1801-1884), da Iaszo (Ungheria), specialista nella flora marina (alghe del Mar Mediterraneo), socio di diverse Società scientifiche.
- Konrad Eubel (1842-1923), bavarese della Provincia di Germania, affermato studioso di storia, compose i primi due volumi della Hierarchia Catholica Medii Aevi, impostò poi i successivi due, e proseguì il Bullarium Franciscanum iniziato dallo Sbaraglia.
- Girolamo Moretti (1879-1963), elaborò un metodo originale di grafologia, oggi denominato  "grafologia morettiana", pubblicando numerosi testi relativi alla materia, il più noto dei quali è il Trattato di grafologia.
- Albino Varotti (Volano di Codigoro, 13 maggio 1925 – Castel Bolognese, 18 gennaio 2018), musicista e compositore.

## Congregazioni aggregate all'ordine
All'ordine sono aggregate numerose congregazioni religiose: l'Istituto del Prado, le Ancelle del Sacro Cuore di Gesù di Cracovia, le Ancelle della Santa Infanzia di Gesù di Oberzell, le Figlie di San Francesco d'Assisi di Budapest, le Francescane della Sacra Famiglia di Eupen, le Suore del famulato cristiano di Torino, le Suore del Sacro Cuore di Gesù di Ragusa, le Suore del Santissimo Sacramento per gli indiani e i negri, le Suore dell'Immacolata di Santa Chiara di Fiuggi, le Suore della Provvidenza di Saint Mary-of-the-Woods, le Suore di carità dell'Immacolata Concezione di Ivrea, le Suore francescane dell'adorazione perpetua di La Crosse, le Suore francescane della penitenza e della carità di Milwaukee, le Suore francescane della carità cristiana di Manitowoc, le Suore francescane di Syracuse, le Suore francescane missionarie di Assisi, dette del Giglio, e le Suore orsoline dell'Immacolata Concezione.

## Dati statistici

### Diffusione
| Anno | Totale frati | voti solenni | di cui sacerdoti | di cui vescovi | voti temp. | novizi |
| ---- | ------------ | ------------ | ---------------- | -------------- | ---------- | ------ |
| 1517 | 30000ca      |              |                  |                |            |        |
| 1590 | 20000ca      |              |                  |                |            |        |
| 1680 | 15000ca      |              |                  |                |            |        |
| 1762 | 15000ca      |              |                  |                |            |        |
| 1889 | 1481         |              |                  |                |            |        |
| 1958 | 4170         |              |                  |                |            |        |
| 1975 | 3887         | 3520         | 2726             |                | 296        | 131    |
| 1989 | 4307         | 3419         | 2656             |                | 644        | 244    |
| 2000 | 4522         | 3652         | 2811             | 15             | 672        | 198    |
| 2004 | 4643         | 3714         | 2915             | 14             | 708        | 221    |
| 2009 | 4380         | 3694         | 2911             | 17             | 568        | 129    |
| 2014 | 4232         | 3615         | 2758             | 19             | 468        | 149    |
| 2015 | 4225         | 3600         | 2722             | 21             | 508        | 117    |
| 2016 | 4165         | 3562         | 2715             | 23             | 490        | 113    |
| 2017 | 4124         | 3500         | 2661             | 24             | 519        | 105    |
| 2018 | 3983         | 3433         | 2767             | 24             | 484        | 66     |

### Fonti
- Costituzioni e statuti generali dell'Ordine dei Frati Minori Conventuali di San Francesco, Roma 1984-2009, su ofmconv.net. URL consultato il 13 luglio 2016.

### Studi
- C. Bove, La conventualità nell'Ordine dei Frati Minori come luogo ecclesiale (sec. XIII-XV), Roma, 2009.
- L. Di Fonzo, Statistica dei religiosi dell'Ordine minoritico dal sec. XIII a oggi, in Dizionario degli Istituti di perfezione, vol. 4, Roma, 1977,  pp. coll. 835-836.
- K. Esser, Origini e inizi del movimento e dell'Ordine francescano, Milano, 1975.
- M. Fois, I papi e l'Osservanza minoritica, in Il rinnovamento del francescanesimo. L'osservanza. Atti dell'XI Convegno Internazionale, Assisi 20-21-22 ottobre 1983, Assisi, SISF, 1985.
- L. Iriarte, Storia del francescanesimo, Napoli, 1982.
- G. Odoardi, Conventuali, Frati Minori Conventuali, in Dizionario degli Istituti di perfezione, vol. 3, Roma, 1976,  pp. coll. 1-94.
- Cl. Schmitt, Osservanti (OFMOss), in Dizionario degli Istituti di perfezione, vol. 6, Roma, 1980,  pp. coll. 1022-1035.
- P. Sella, Leone X e la definitiva divisione dell'Ordine dei Minori (OMin.): la bolla Ite vos (29 maggio 1517), Grottaferrata (Roma) 2001.

### Sigle
- Bullarium franciscanum, vol. 1-7, Roma, 1749-1804.
- Bullarium franciscanum, nuova serie.
- Fonti francescane, Padova, 2004.
- Archivum franciscanum historicum.
- Commentarium Ordinis Fratrum Minorum Conventualium.
- Miscellanea franciscana.